# Peristedion investigatoris
Peristedion investigatoris är en fiskart som först beskrevs av Alcock, 1898.  Peristedion investigatoris ingår i släktet Peristedion och familjen Peristediidae. Inga underarter finns listade i Catalogue of Life.